# POLE3
La subunidad 3 de la ADN polimerasa épsilon es una enzima que en humanos está codificada por el gen POLE3 .
POLE3 es una proteína de pliegues de histonas que interactúa con otras proteínas de pliegues de histonas para unirse al ADN de una manera independiente de la secuencia. Estos dímeros proteicos plegados por histonas se combinan en complejos enzimáticos más grandes para la transcripción, replicación y empaquetamiento del ADN.

## Interacciones
Se ha demostrado que POLE3 interactúa con SMARCA5 .